# ادیسون (مین)
ادیسون، ماین (به انگلیسی: Addison, Maine) یک سکونتگاه مسکونی در ایالات متحده آمریکا است که در ایالت مین واقع شده‌است.

## خصوصیات
ادیسون ۲۶۰٫۲۲ کیلومترمربع مساحت و ۱٬۲۶۶ نفر جمعیت دارد و ۲۴ متر بالاتر از سطح دریا واقع شده‌است.